# Hipocentre

Hipocentre i epicentre

L'hipocentre o focus és un punt de l'interior de la Terra, on s'inicia un moviment sísmic. També correspon al punt en el qual es produeix la fractura de l'escorça terrestre, que genera les ones primàries (P) o secundàries (S) (terratrèmol). En ell es produeix també l'alliberament d'energia (és a dir on s'inicia el terratrèmol).
L'epicentre és la projecció de l'hipocentre a la superfície terrestre, per tant, el lloc on el sisme se sent amb major intensitat correspon al punt en la superfície de la terra situat directament sobre l'hipocentre. Com indiquen els corresponents prefixos grecs, l'hipocentre és un punt de l'interior de la litosfera, mentre que l'epicentre és a la superfície d'aquesta.
L'hipocentre (literalment: «per sota del centre 'del grec υπόκεντρον), es refereix al lloc d'un terratrèmol o d'una explosió nuclear. En el primer cas, es tracta d'un sinònim de focus, en el segon de zona zero.